# Jacaena thakek
Espèce
Synonymes
- Sesieutes thakek Jäger, 2007

Jacaena thakek est une espèce d'araignées aranéomorphes de la famille des Liocranidae.

## Distribution
Cette espèce est endémique de la province de Khammouane au Laos,. Elle se rencontre vers Thakhek à 159 m d'altitude.

## Description
Le mâle holotype mesure 5,2 mm.

## Étymologie
Son nom d'espèce lui a été donné en référence au lieu de sa découverte, Thakek.

## Publication originale
- Jäger, 2007 : Spiders from Laos with descriptions of new species (Arachnida: Araneae). Acta Arachnologica, vol. 56, no , p. 29-58 (texte intégral).